# Бої за Лисичанськ (2022)
Бої за Лисичанськ почалися після повномасштабного вторгнення Росії до України 24 лютого 2022 року. З липня збройні сили РФ окупували Лисичанськ, який лишався останнім великим населеним пунктом Луганщини під контролем України. У липні 2022 року Президент України Володимир Зеленський припустив, що є ризики повної російської окупації Луганщини.
З третього липня 2022 року місто перебуває в окупації.

## Перебіг подій

#### 25 червня
Українські воїни відбили наступ у напрямку південної околиці Лисичанська, завдали втрат та змусили відступити. Втім, силами штурмових груп зі складу 1-го армійського корпусу росіянам вдалося захопити Миколаївку. Лисичанськ та Борівське витримали авіаційні удари.

#### 27 червня
27 червня 2022 року в Лисичанську, коли місцеві мешканці набирали воду від підвезеної цистерни, росіяни поцілили по натовпу людей з РСЗВ БМ-27 «Ураган». Вісім жителів Лисичанська загинули, 21 особу доставлено до лікарні. П'ять поранених після отримання медичної допомоги залишилися в Лисичанську, 16 осіб евакуйовано до лікарень в інші регіони.

#### 30 червня
Росіяни зайняли позиції у південно-східній та північно-західній частинах Лисичанського нафтопереробного заводу. Бої відбувалися за контроль над селами Вовчоярівка, Малорязанцеве та Тополівка з метою взяття контролю над трасою Т 1302, що б відрізало шляхи сполучення українських захисників міста з Бахмутом. Ділянку Тополівка-Лисичанськ росіяни прострілювали. У результаті здійснених напередодні численних авіаударів знищений відділок поліції та пошкоджена територія Лисичанського НПЗ.

### Липень-серпень

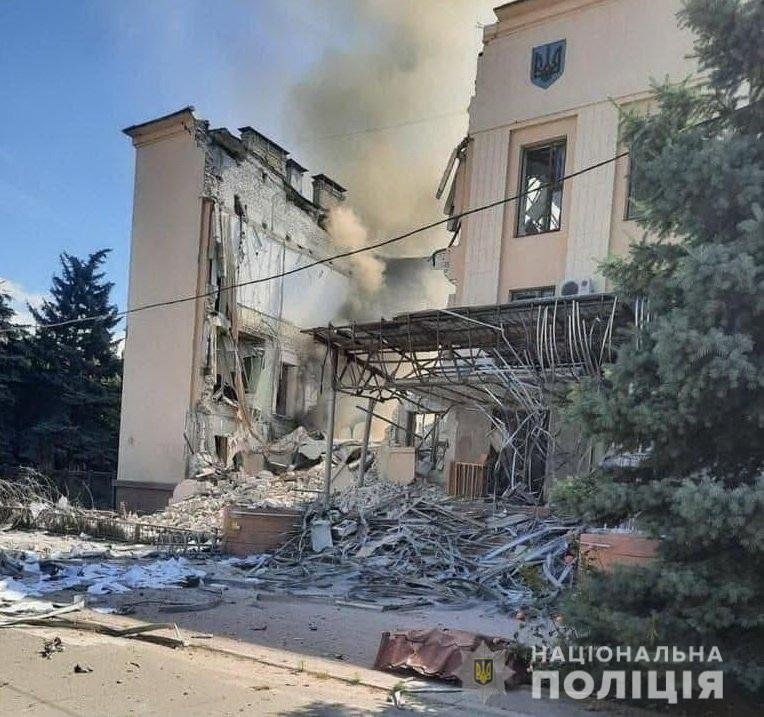
Будівля міської адміністрації після боїв

3 липня росіяни взяли під контроль Золотарівку та штурмували Верхньокам'янку. Під натиском росіян українські захисники були вимушені залишити Лисичанськ.
Заради захоплення Лисичанська ворог зосередив значну частину наявних в нього сил та досяг кратної переваги у кількості живої сили та техніки над українськими захисниками. Лише після відступу українських військових російським загарбникам вдалось форсувати Сіверський Донець та закріпитись в районі Білогорівки.
За даними глави Луганської ОВА Сергія Гайдая, ЗСУ вдалося вийти з Лисичанська без втрат. Захисники відійшли на більш укріплені позиції.
16 серпня в місті пролунали вибухи. За даними Сергія Гайдая, ЗС РФ вели наступ зі сторони Лисичанського нафтопереробного заводу. Вибухами було знищено будівлі СБУ та відділок Поліції, в яких знаходились російські військові.

## Втрати
24 лютого 2022 року внаслідок обстрілу загинув Неділько Владислав Олександрович.
5 травня загинув полковник запасу Стеценко Святослав Олександрович.